# Burrillville
Burrillville ist eine Stadt im Bundesstaat Rhode Island in den Vereinigten Staaten. Das U.S. Census Bureau hat bei der Volkszählung 2020 eine Einwohnerzahl von 16.158 ermittelt. 
Burrillville wurde am 17. November 1806 als unabhängige Gemeinde gegründet, als die Regierung von Rhode Island den Einwohnern von North Glocester erlaubte, ihre eigene Stadtregierung zu wählen. Die Stadt wurde nach US-Senator James Burrill benannt, der zu dieser Zeit Generalstaatsanwalt von Rhode Island war. Die Einwohner von Burrillville werden im Volksmund „Squirrel smootchers“ (englisch für „Eichhörnchenknutscher“) genannt.

## Geographie

### Geographische Lage
Burrillville liegt in der nordwestlichen Ecke von Rhode Island an den Grenzen zu Massachusetts und Connecticut und damit im Süden von New England. In Pendlerreichweite liegen die Städte Providence, Boston, Worcester und Hartford. Die Stadt erstreckt sich über eine Fläche von 148 km2, wovon 143,9 km2 aus Landfläche und 4,1 km2 aus Wasserfläche bestehen.

### Nachbargemeinden
- Douglas, Massachusetts
- Glocester, Rhode Island
- North Smithfield, Rhode Island
- Putnam, Connecticut
- Thompson, Connecticut
- Uxbridge, Massachusetts

## Geschichte
Das Gebiet von Burrillville wurde vermutlich um 1662 besiedelt, als sich die ersten Europäer dort niederließen. Ursprünglich war die Stadt ein Teil von Glocester. 1806 wurde die Stadt selbstständig und erstreckte sich über etwa 155 km2. In der Mitte des 19. Jahrhunderts führten Grenzstreitigkeiten mit Massachusetts und Glocester zur Verringerung der Fläche auf die heutige Größe. Burrillville besteht aus den Dörfern Oakland, Mapleville, Bridgeton, Pascoag, Wallum Lake, Nasonville, Glendale und Harrisville. Aber auch heute sind die Einwohner noch stolz auf den jeweiligen Teil der Stadt, aus dem sie kommen.

### Oakland
1849 kaufte John L. Ross etwa drei Hektar Land und erbaute dort einen Damm, um Wasser für eine Steinmühle zu stauen, die er 1850 zusammen mit den umgebenden Wohnhäuser erbauen ließ. Die Mühle war von einem ca. 30 ha großen Mühlenteich umgeben, der die Flüsse Clear River und Chepachet River vereinigt. Sein Abfluss führt in den Blackstone River.
Ross verkaufte seinen Besitz an die Familie Metcalf, die die Lebensbedingungen in Oakland kontinuierlich verbesserten. So entstanden ein Artesischer Brunnen, ein Abwassersystem, ein firmeneigenes Einkaufsgeschäft sowie eine Halle für Versammlungen der Arbeiter. Des Weiteren wurde die Stromversorgung der Häuser durch die Mühle realisiert.
Im Gegensatz zu den umgebenden Häusern, zu denen auch das Haus des ehemaligen Besitzers der Mühle und des Betriebsleiters gehören, existiert die Mühle heute nicht mehr. 1938 wurden die Häuser versteigert, so dass die Mühlenarbeiter die Gelegenheit hatten, die von ihnen bewohnten Häuser zu erwerben. Hiervon machten die meisten Gebrauch.

### Mapleville
Auch Mapleville entstand als eine Siedlung von Mühlenarbeitern. 1845 baute Darius Lawton eine Gerberei und ein zugehöriges Landhaus, das heute noch eines der schönsten Häuser von Mapleville ist. Später kaufte James Legg die Mühle und gründete die Firma James Legg & Company, die unter dem Namen Mapleville Manufacturing Company bekannt wurde. Im Laufe der Zeit entstanden neben der Mühle und dem Landhaus ein weiteres großes Wohnhaus, ein Gemeindesaal, eine Pension, ein Einzelhandelsgeschäft, siebzehn Mietshäuser und mehrere Scheunen. Nach Leggs Tod 1890 übernahmen seine Söhne die Firma und 1898 wurde der gesamte Besitz versteigert.
1900 kaufte Joseph Fletcher die Mühle und ließ sie komplett sanieren. Des Weiteren ließ er eine neue Backsteinmühle bauen. Er ließ die alten Mietshäuser instand setzen und zusätzlich 30 neue Wohnhäuser bauen. Mapleville hatte damit zwei Mühlen sowie 54 Wohnhäuser für die Arbeiter. Neue Straßen wurden gebaut und die Siedlung wurde elektrifiziert. Die Mühlen von Mapleville existieren noch heute und werden von der Firma Metech genutzt, die Altmetallrecycling betreibt.
1909 wurde die Bischöfliche Methodistenkirche eingeweiht. Des Weiteren wurde im Jahr 1907 entschieden, eine katholische Kirche für den großen französischstämmigen Bevölkerungsteil zu bauen.

### Bridgeton
Das erste Gebäude auf dem Gebiet von Bridgeton war ebenfalls eine Mühle. 1834 erbaute Arnold Hunt die erste Mühle auf dem Gebiet von Bridgeton. In der Folge hieß das Dorf zunächst Huntsville. Im Laufe der Zeit änderte sich der Name in Bridgeton, weil jeweils links und rechts des örtlichen Einkaufsladens mit der angeschlossenen Postfiliale zwei Brücken einen Fluss überspannten. In Bridgeton wurden im Laufe seiner Geschichte bis zu fünf Mühlen betrieben, um die dann die Häuser der Mühlenarbeiter entstanden und das Dorf bildeten.

### Pascoag
Pascoag ist einer der größeren Ortsteile von Burrillville. Auch dieses Dorf entstand als Siedlung um eine Mühle herum, die in den 1740er Jahren errichtet worden war. Der Dorfname stammt von dem indianischen Namen des Flusses, der durch das Dorf führt. Wie in Bridgeton waren auch in Pascoag bis zu fünf Mühlen gleichzeitig in Betrieb. Im Laufe der Zeit siedelten sich die unterschiedlichsten Geschäfte an der Hauptstraße an, so dass die Einwohner alle nötigen Versorgungsgüter in erreichbarer Nähe hatten. In den Anfangsjahren wuchs Pascoag so schnell, dass es bald das größte Dorf in der Gegend von Burrillville war. Heute ist diese Entwicklung aufgrund des Niedergangs der Mühlen rückläufig.

### Wallum Lake
1766 baute Jeremiah Ballard nördlich von Pascoag ein Haus sowie eine Getreidemühle und eine Sägemühle. Etwas mehr als zehn Jahre später verkaufte er sein Anwesen an Timothy Jenne. In den folgenden Jahren entstand eine florierende Siedlung mit Sägemühlen, Getreidemühlen, Baumwollspinnereien, einer Gerberei, einer  Schmiede, einer Küferei, einer Stellmacherei, einem Kolonialwarenladen und einer Schule. Des Weiteren lagen mehrere Farmen im Umkreis von Wallum Lake. 1894 erbauten Investoren aus Providence und Burrillville eine große Eisfabrik in Wallum Lake. Sie bestand aus fünf Gebäuden, in denen insgesamt 19.500 Tonnen Eis gelagert werden konnten. Das Eis wurde nach Providence verkauft und mit der Eisenbahn dorthin transportiert.

### Nasonville
1825 kaufte Leonard Nason das unbebaute Land auf beiden Seiten des Branch River und gründete Nasonville. Er baute dort ein Haus. Dann staute er mit einem Damm das Wasser und leitete es in einen angelegten Mühlgraben. Dort errichtete er eine Mühle, um Äxte und Hacken herzustellen. Zusätzlich ließ er Häuser für seine Angestellten bauen. 1850 produzierte der Betrieb bereits 1.000 Äxte und Hacken pro Tag. Nach mehreren Besitzerwechseln pachtete Joshua Perkins die Anlagen und produzierte dort Wollwaren. Perkins errichtete im Dorf eine Gemischtwarenhandlung, in der sich die Arbeiter und andere Anwohner mit den Waren des täglich Bedarfs versorgen konnten. Noch bis 1959 wurden Wollwaren in der Fabrik produziert. 1815 wurde in Nasonville die erste Bank in diesem Teil von Rhode Island eröffnet.

### Glendale
Wie die anderen Dörfer war Glendale zunächst eine Siedlung von Mühlenarbeitern. 1785 baute Arnold Smith eine Sägemühle und eine Getreidemühle. Im Laufe der Jahre und verschiedener Besitzerwechsel der Mühle wuchs auch Glendale immer weiter an.

### Harrisville
Auch Harrisville entwickelte sich als Siedlung um verschiedene Mühlen. Zum Ende des 18. Jahrhunderts wurden hier eine Getreide- und eine Sägemühle betrieben. 1823 kam eine Baumwollspinnerei hinzu. Heute wird Harrisville als Stadtzentrum angesehen, da sich hier unter anderem das Rathaus befindet.

## Kultur

### Naturdenkmäler
Die Ortsteile Oakland und Harrisville sind im National Register of Historic Places eingetragen. Dieses Register ist die offizielle Liste der amerikanischen Bundesregierung über erhaltenswürdige Bezirke, Anlagen, Gebäude, Geräte und andere historisch bedeutsame Objekte.

### Büchereien
Die Stadt verfügt über zwei Büchereien. Die Jesse M. Smith Library liegt im Stadtteil Harrisville. Pascoag verfügt über die Pascoag Public Library.

## Wirtschaft und Infrastruktur

### Polizei und Feuerwehren
Burrillville verfügt über fünf Feuerwehrhäuser. Jeweils ein Feuerwehrhaus liegt in den Stadtteilen Harrisville, Pascoag, Wallum Lake und Nasonville. Mapleville und Oakland besitzen eine gemeinsame Feuerwehr, die in Mapleville beheimatet ist. Außer der Feuerwehr von Pascoag, die eine kombinierte Freiwillige und Berufsfeuerwehr ist, handelt es sich bei allen anderen um Freiwillige Feuerwehren. Außerdem verfügt die Stadt über ein eigenes Police Department.

### Bildung
In Burrillville existieren insgesamt fünf Schulen. Darunter sind drei Elementary Schools, eine Middle School und eine High School.

### Krankenhäuser
In Wallum Lake wurde 1905 das Zambarano Memorial Hospital eröffnet. Ursprünglich diente es als staatliches Sanatorium für Tuberkulosekranke. Heute ist es eine geriatrische Klinik.

## Söhne und Töchter der Stadt
- Enos Lapham (1821–1894), Politiker
- Oscar Lapham (1837–1926), Politiker
- Walter E. Carter Jr. (* 1959), Vizeadmiral der United States Navy